# 48425 Tischendorf
48425 Tischendorf è un asteroide della fascia principale. Scoperto nel 1989, presenta un'orbita caratterizzata da un semiasse maggiore pari a 2,3927886 UA e da un'eccentricità di 0,1389985, inclinata di 2,26040° rispetto all'eclittica.